# Hiss and Yell
Hiss and Yell ist eine US-amerikanische Filmkomödie aus dem Jahr 1946.

## Handlung
Vera ist überzeugt, dass der Magier Bluebeard eine Frau geköpft hat. Vera weiß allerdings nicht, dass sie den Zauberkünstler bei einer Probe für seine Vorführung beobachtet hat. Vera ist überzeugt, einen realen Mord gesehen zu haben. Als sie durch Zufall mit dem Magier ein Zugabteil teilen muss, wird für sie die Zugfahrt zu einer Qual.

## Auszeichnungen
1947 wurde der Film in der Kategorie Bester Kurzfilm (zwei Filmrollen) für den Oscar nominiert.

## Hintergrund
Die Premiere der Produktion von Columbia Pictures fand am 14. Februar 1946 statt.